# Notharctus
Notharctus es un género extinto de primates estrepsirrinos que vivió en Europa y América del Norte hace 50 millones de años. Los modernos lémures evolucionaron de primates similares a este género. El cuerpo de Notharctus indica su pertenencia al linaje primate. Al igual que los lémures, Notharctus tiene un rostro corto y los ojos están ubicados en una cavidad rodeada de hueso. Sus dedos están alargados, lo cual es una adaptación para trepar y desplazarse por las ramas. La evolución de un pulgar oponible es ya distinguible en este primate primitivo. Su columna vertebral es flexible, como la de los actuales lémures, con un cuerpo que alcanzaba cerca de 40 centímetros de longitud, excluyendo la larga cola. Probablemente se alimentaba de frutas e insectos. El linaje que incluye Notharctus, el de los adapiformes, está ya extinto, y su último representante (Sivaladapis) desapareció durante el Mioceno tardío.
Hubo al menos cinco especies diferentes de Notharctus. Los fósiles de al menos otras siete potenciales especies también se han descubierto.